# トッド・ベッツ
トッド・マービン・ベッツ（Todd Mervyn Betts、1973年6月24日 - ）は、カナダ出身の元プロ野球選手（内野手）。台湾球界での登録名は、貝茲。

## 来歴・人物
1993年のMLBドラフト14巡目でクリーブランド・インディアンスに指名され契約。メジャーでのプレー経験は無し。ボストン・レッドソックス傘下のAAA級ポータケットを経て、2003年に読売ジャイアンツに移籍したロベルト・ペタジーニの穴を埋める存在を期待されてヤクルトスワローズに入団し、来日。
初来日時、成田空港にて球団関係者がベッツを見つけることができず、ようやくそれらしい男性を見つけてベッツか確認すると、その本人がベッツと名乗りその場で取材に応じた。しかし、その男性はベッツとは名前も違う無関係の観光客で、当のベッツ本人はその記者会見をずっと眺めており「別の球団の新入団選手か」と思っていた。
打撃フォームが特徴的で、バットのヘッドを腿位の低さで投手に向けて揺らしてから打撃体勢をとった。下半身の弱さから、外角の球を見送る時に踏み込んだ右足に続いて軸足である左足もホームベース方向に流れてしまうことが度々あった。それでも、7月8日の対巨人戦で10回裏に真田裕貴からサヨナラ本塁打を放つ等、まずまずの活躍を見せたものの、結局は1年限りで退団した。
翌2004年のアテネオリンピックにカナダ代表として出場した。2005年はアメリカ独立リーグのアトランティックリーグに加盟するサマセット・パトリオッツ、2006年は台湾のLa Newベアーズ、2007年はアメリカ独立リーグのノーザンリーグに加盟していたエドモントン・クラッカーキャッツでプレーした。

## 詳細情報

### 年度別打撃成績
| 年 度     | 球 団     | 試 合 | 打 席 | 打 数 | 得 点 | 安 打 | 二 塁 打 | 三 塁 打 | 本 塁 打 | 塁 打 | 打 点 | 盗 塁 | 盗 塁 死 | 犠 打 | 犠 飛 | 四 球 | 敬 遠 | 死 球 | 三 振 | 併 殺 打 | 打 率 | 出 塁 率 | 長 打 率 | O P S |
| --------- | --------- | ----- | ----- | ----- | ----- | ----- | -------- | -------- | -------- | ----- | ----- | ----- | -------- | ----- | ----- | ----- | ----- | ----- | ----- | -------- | ----- | -------- | -------- | ----- |
| 2003      | ヤクルト  | 112   | 438   | 408   | 61    | 117   | 24       | 1        | 15       | 188   | 52    | 2     | 4        | 0     | 3     | 22    | 0     | 5     | 92    | 6        | .287  | .329     | .461     | .790  |
| 2006      | La New    | 49    | 187   | 172   | 21    | 59    | 13       | 0        | 3        | 81    | 37    | 0     | 0        | 0     | 4     | 10    | 1     | 1     | 21    | 7        | .343  | .374     | .471     | .845  |
| NPB：1年  | NPB：1年  | 112   | 438   | 408   | 61    | 117   | 24       | 1        | 15       | 188   | 52    | 2     | 4        | 0     | 3     | 22    | 0     | 5     | 92    | 6        | .287  | .329     | .461     | .790  |
| CPBL：1年 | CPBL：1年 | 49    | 187   | 172   | 21    | 59    | 13       | 0        | 3        | 81    | 37    | 0     | 0        | 0     | 4     | 10    | 1     | 1     | 21    | 7        | .343  | .374     | .471     | .845  |

### 記録
NPB
- 初出場・初先発出場：2003年3月28日、対広島東洋カープ1回戦（明治神宮野球場）、3番・一塁手として先発出場
- 初安打・初打点：同上、3回裏に黒田博樹から一塁適時内野安打
- 初本塁打：2003年3月29日、対広島東洋カープ2回戦（明治神宮野球場）、1回裏に高橋建から右越先制2ラン
- 初盗塁：2003年4月6日、対阪神タイガース3回戦（大阪ドーム）、5回表に二盗（投手：下柳剛、捕手：矢野輝弘）

### 背番号
- 44 （2003年）
- 26 （2006年、2017年）